# 赣南科技学院
赣南科技学院是中华人民共和国的一所全日制本科公办普通高等学校，位于江西省赣州市章贡区。
2001年4月，南方冶金学院西点学院（独立学院）成立。2002年2月，更名为南方冶金学院应用科学学院。2004年5月，又更名为江西理工大学应用科学学院。2020年12月18日，转设为独立建制的赣南科技学院，办学性质由民办变为公办。